# Squadra antiguo-barbudana di Fed Cup
La squadra antiguo-barbudana di Fed Cup rappresenta l'arcipelago caraibico di Antigua e Barbuda nella Fed Cup, ed è posta sotto l'egida della Antigua and Barbuda Tennis Association.
Essa ha debuttato nel 1997 e ad oggi la sua ultima partecipazione risale all'edizione del 2001. Per questa ragione la squadra non è nemmeno inclusa nel ranking mondiale ufficiale stilato dalla ITF.

## Organico 2001
Aggiornato ai match del gruppo III (15-18 maggio 2001). Fra parentesi il ranking della giocatrice nei giorni della disputa degli incontri.
- Niki Williams (WTA #)
- Francine Harvey (WTA #)
- Isoke Perry (WTA #)
- Lorna-May Lewis (WTA #)

## Ranking ITF
Non inserita nel ranking.